# Túl a Maszat-hegyen
A Túl a Maszat-hegyen (alcím: Muhi Andris és a pacák birodalma) Varró Dániel verses meseregénye, amely 2003-ban jelent meg, a Magvető Könyvkiadó gondozásában. A könyvet a szerző nővére, Varró Zsuzsa illusztrálta.

## Verselés
A könyv igen változatos versformákban íródott. Egy ajánlással kezdődik, amely kezdőbetűit összeolvasva ezt kapjuk: Teslár Ákosnak. Az elbeszélés nagyrészt Anyegin-strófában íródott, kivéve a hatodik fejezetet, amely Dante-tercinában, és a tizenkettediket, amely hexameterben. A narrációt rendszeresen tőle eltérő verselésű betétek szakítják meg, amelyek rendszerint egy-egy szereplőt mutatnak be.

## Cselekménye
A Túl a Maszat-hegyen főhőse Muhi Andris, a kilencéves budai kisfiú, aki egy napon elindul, hogy felkeresse titokzatos és mindig maszatos barátnőjét, Jankát, akit focizás közben ismert meg. Így válik részesévé a Maszat-hegy vidékén zajló bonyodalmaknak. A fő konfliktus ugyanis, hogy a maszat-hegyiek belekeverednek a tiszták és a pacák örök harcába, aminek az az oka, hogy a maszat-hegyiek épp a két világ között, a se nem tiszta, se nem sáros ősmaszatosságban élik életüket. Kalandos útja során Muhi Andris különös alakokkal találkozik. Így például az Ismeretlen Influenzás Angol Költővel és Turgenyevvel, a burgonyával. A kisfiú felfedezte fantáziaországban az Isteni színjáték világa fonódik össze Edward Lear badar költészetével és az Alice Csodaországban hangulatával. Muhi Andris olyan furcsa, mesebeli lényeket ismer meg, mint Szösz néne, Paca cár, Luk gróf, a Babaarcú Démon, a Bús, Piros Vödör, Pali kalóz vagy a Büdös Pizsamázó. Ám a nagy veszedelem egyre közeledik. A Partvis Attila vezette barbár takarítók több házban rajtaütésszerűen kitakarítanak. A gonosz Paca cár, a maszat-hegyi trónbitorló pedig ördögi tervet eszel ki, hogy az egész világot telepacázhassa. Muhi Andris Badarországon át jut el a Maszat-hegyen túlra, ahol mindenkivel harcba száll, és persze fényes győzelmet arat a pacaszörnyek felett.

## Adaptációk
A könyvet a szerző és Presser Gábor dolgozták fel báb-musical formájában. Színházi ősbemutatóját a kolozsvári Állami Magyar Színházban 2006. november 11-én tartották. Új, élőszereplős változatát 2010. végén mutatta be a Pesti Színház. Presser Gábor új dalokat is írt a darabhoz, a szöveget Varró Dániel Teslár Ákossal közösen írta meg.
A Vígszínházi előadás szereplői:
- Muhi Andris: Molnár Áron
- Maszat Janka: Kovács Patrícia
- Náthásangol költő: Józan László
- Makula bácsi: Borbiczki Ferenc
- Babaarcú Démon: Hegyi Barbara
- Szeplőtlen Szilvia: Hegyi Barbara
- Szösz néne: Halász Judit / Kútvölgyi Erzsébet
- Büdös pizsamázó: Gyuriska János
- Jó Pali Kalóz: Csőre Gábor
- Turgenyeva burgonya: Csőre Gábor
- Bús piros vödör: Juhász István
- Paca cár: Juhász István
- Pacafogdmeg: Tarr Judit
- Hoppmester: Tarr Judit
- Partvis Attila: Tasnádi Bence e.h.
- Morzsányi Géza: Rétfalvi Tamás e.h.
- Pacaporkoláb: Noé Viktor

## Kiadások

### Kötet
- Túl a Maszat-hegyen. Muhi Andris és a pacák birodalma. Verses meseregény; ill. Varró Zsuzsa; Magvető, Bp., 2003
- Túl a Maszat-hegyen. Muhi Andris és a pacák birodalma. Verses meseregény; ill. Varró Zsuzsa, közrem. Garas Dezső; Kolibri, Bp., 2018 + CD

### Musical
- Presser Gábor–Varró Dániel: Túl a Maszat-hegyen. Zenés kalandlemez; BMG, Bp., 2005 + CD
- Presser Gábor–Varró Dániel–Teslár Ákos: Túl a Maszat-hegyen. Zenés-verses minekmondják; Universal Music, Bp., 2010

### Hangoskönyv
- Túl a Maszat-hegyen. Muhi András és a pacák birodalma; előadó Mácsai Pál; Kossuth–Mojzer, Bp., 2016.